# Бристоль (гостиница, Таганрог)
Гостиница «Бристоль» — старинный двухэтажный дом в городе Таганрога.  Объект культурного наследия регионального значения.

## История
Двухэтажное здание гостиницы «Бристоль», расположенное в городе Таганроге на улице Петровской, д. 64, было построено в 1867 году в стиле русского классицизма на средства купца П. Ф. Перушкина.
В разное время здание принадлежало купцу Перушкину (1873—1880), купцам Хандриным (1890—1898), купцам братьям Мелкуму и Григорию Багдасаровым (1906—1915).
Купец П. Ф. Перушкин имел здесь бакалейный, винный и гастрономический магазины. Позднее здание перешло в собственность к его родственнику И. И. Глобину, после чего было забрано за долги купцом З. А. Хандриным.
После перестройки дома в 1903 году братья Багдасаровы открыли в нём гостиницу «Бристоль». В гостинице на первом этаже имелся ресторан. 
В 1910-е годы в здании размещались магазины И. В. Кафери «Колбасные товары» и Флакса — «Золотые и серебряные вещи».
В 1918 году, в период оккупации Украины германо-австрийскими войсками, правительство Донецко-Криворожской советской республики, после взятия немцами Харькова, переехало в Луганск, а оттуда — в Таганрог. В этот период в гостинице «Бристоль» прошло совещание большевиков, где обсуждали вопрос создания Коммунистической партии Украины. Когда в конце 1918 года немцы оставили город, второй этаж гостиницы заняло главное управление армии генерала Деникина.
В 1920 году гостиницу национализировали и переименовали в «Центральную». Первый этаж здания заняла столовая Центральной ревизионной комиссии ВКП(б) (ЦРК).
В 1925 году в здании была открыта рабочая столовая, позже — магазин «Центральный рабочий кооператив» (ЦРК). 
С 1934 года в здании работал ресторан Общепита, а с 1938 года — Ресторан № 1. Этот ресторан, названный ныне «Волна», работает здесь и поныне.
В годы Великой Отечественной войны при оккупации города немцами в 1941 году в здании было кафе-столовая «Прима». В зале выступало трио баянистов братьев Сурковых.
В настоящее время на втором этаже здания размещается помещение гостиницы «Центральной», на первом этаже — ресторан «Волна», магазин ювелирных изделий и продовольственный магазин.

## Архитектурные особенности
В первоначальном виде здание нынешней гостиницы представляло собой двухэтажный белый каменный дом с лавками в первом этаже. В здание было три входа. Над входами в здание и на окнами висел солнцезащитный навес. Над входами и окнами были замковые камни.
Этажи разделялись межэтажным карнизом. По фасаду второго этажа было семь больших окон с наличниками, угловые окна украшались сандриками c кронштейнами и лепными орнаментами. Над пятью окнами были ниши с барельефом. На втором этаже имелись жилые комнаты.
Согласно проекту 1902 года над бельведером здания  надстроили второй этаж и сделали балкон с навесом на металлических столбах.
При Багдасаровых дверные проемы с улицы заменили окнами. Левая дверь стала парадной дверью.  После Октябрьской революции здание еще несколько перестраивалось, в результате чего исчезла башенка над углом здания, над входом был убран балкон на металлических столбах. Правый угол дома был срезан. На углу был сделан вход в ресторан. В 1980-е годы угол здания был восстановлен, а вход в ресторан был сделан со стороны Тургеневского переулка.